# Hiệu ứng bầy đàn

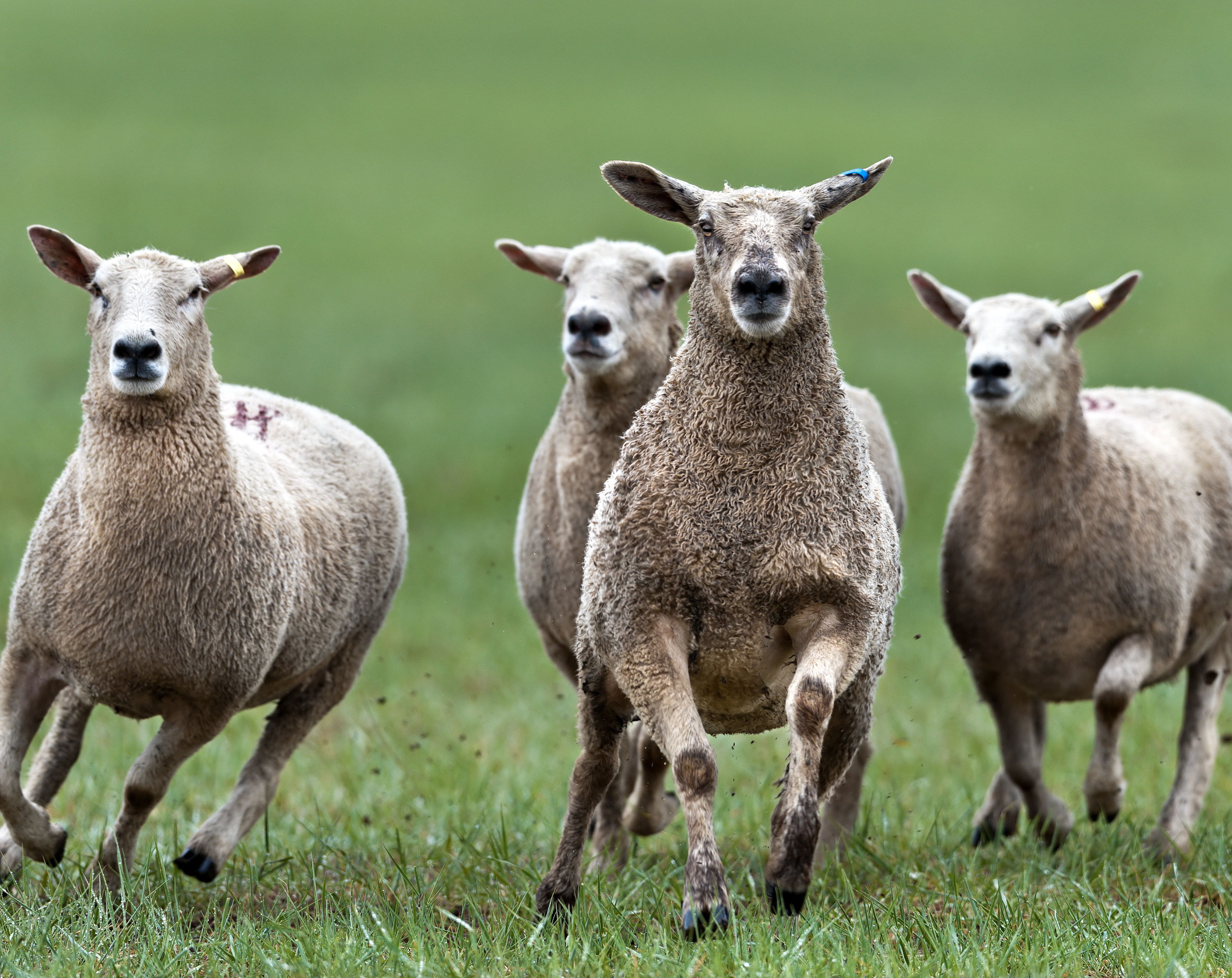
Một bầy cừu

Hiệu ứng bầy đàn (tên thông dụng tiếng Anh: Herd behavior) hay hiệu ứng bầy cừu (tiếng Anh là: Sheeple hay còn gọi là cừu ngoan) là một thuật ngữ mô tả một hiện tượng nhiều người trong xã hội cùng tin tưởng hoặc thực hiện một việc gì đó đã khiến cho rất nhiều người khác a dua làm theo, đây còn là sự mỉa mai về những hành vi bầy đàn thụ động của con người có thể bị dễ dàng kiểm soát bởi một quyền lực chi phối mà họ được ví như những con cừu vốn được coi là một con vật ngoan ngoãn dễ dàng bị chăn dắt, điều này tương phản với những con cừu đen.
Câu chuyện tâm lý bầy đàn bắt đầu với người buôn cừu tên là Panurge trong một tác phẩm của đại văn hào Pháp Francois Rabelais thời Phục hưng, thế kỷ XVI. Sau này, Milgram là một trong những tác giả đã làm thực nghiệm chứng minh hiện tượng tâm lý đàn cừu, theo ông, ta không biết chắc điều gì diễn ra thì tốt hơn hết là bắt chước những gì người khác đang làm. Tâm lý bầy cừu là hành vi tâm lý luôn làm giống nhau. Giống hệt đám đông như một bầy cừu ồn ào luôn đi theo bầy đông đúc và hậu quả là con nào cũng đói.

## Khái yếu

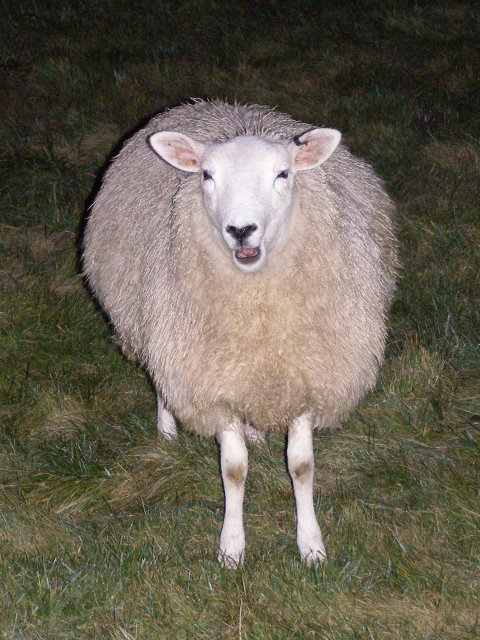
Sheeple - Hiệu ứng bầy cừu chỉ về những người dễ dàng bị sai khiến

Các nhà tâm lý học xã hội cho rằng hiện tượng này không giống với hiện tượng tuân theo, phục tùng, vì hành động làm theo của họ không bị áp lực bởi số đông tạo ra, mà họ hành động vì cho rằng không lẽ nhiều người cùng làm như thế mà lại không có căn nguyên gì. Điều này giải thích tại sao càng có đông người hành động giống nhau, hiệu ứng tâm lý của nó càng lớn. Càng thêm một người thì càng thêm một bằng chứng cho thấy có điều gì quan trọng đang xảy ra. Như vậy, đám đông càng nhiều người thì càng dễ gây ảnh hưởng. Hiện tượng này trong tâm lý học xã hội gọi là “Hiệu ứng tâm lý bầy cừu”.
Qua các nghiên cứu một số người thường chia con người trong xã hội thành hai thành phần chính: sói và cừu. Cừu sinh ra để làm nạn nhân của sói, để được an phận và để phục vụ sói theo bản năng sinh tồn. Sói hay cừu đều có thể rất thông minh hay ngu dại, rất liều lĩnh hay sợ sệt, rất cuồng tín hay nghi ngại nhưng khi hành động thì luôn chạy theo cá tính cơ bản của mình. Người ta cũng dùng từ lóng là những con cừu ngoan ngoãn (sheeple) để chỉ về nông dân chấp nhận hoặc cam chịu các chính phủ độc đoán, Ngô Bảo Châu cũng từng phát biểu rằng: 
| “ | Bám theo lề là việc của con cừu, không phải việc của con người tự do | ” |

## Câu chuyện Panurge
Trong văn học cổ điển Pháp có tiểu phẩm nổi tiếng của nhà văn Rabelais "Những con cừu của Panurge". Do có hiềm khích với người lái buôn cừu trước đó nên khi cùng đi trên một chiếc thuyền, Panurge đã lập mưu trả thù. Panurge, người lái buôn dạn dày kinh nghiệm, một hôm lên tàu buôn của đối thủ mua một con cừu, y giả vờ năn nỉ người chủ đàn cừu bán cho một con, sau đó, ông ta sau đó ôm cừu ra trước mũi tàu và quăng nó xuống biển. Cả đoàn cừu nghe tiếng kêu theo nhau nhảy xuống biển và bị dòng nước cuốn trôi.
“Bầy cừu của lái buôn Panurge” được dùng chỉ những người chạy theo người khác hay đám đông mà không cần biết hậu quả sẽ ra sao và tương lai sẽ như thế nào. Nội dung tiểu phẩm ngụ ý cảnh giác người đời về thói a dua mù quáng, nặng tính bản năng, nhẹ trí xét đoán, để rồi chuốc lấy hậu quả khôn lường cho cá thể lẫn cộng đồng. Các nhà tâm lý xã hội học ngày nay gọi đó là "hành vi bầy đàn", dấu tích còn sót lại trong đời sống vô thức của con người dù đã thoát ly thời kỳ ăn lông ở lỗ từ lâu.

## Thí nghiệm Milgram
Stanley Milgram, thực nghiệm được tiến hành như sau: Đầu tiên họ cho một người đứng ở góc phố và nhìn lên bầu trời trống không trong 60 giây. Lần tiếp theo họ cho năm người làm như vậy cũng ở góc phố đó. Lần thứ ba họ cho mười lăm người đứng ở góc phố. Và cuối cùng, lần thứ 4 có đến 20 người đứng trên góc phố nhìn lên trời. Kết quả: Thực nghiệm cho thấy
- Lần đầu tiên, một số người đi đường đã dừng lại để xem người kia nhìn gì nhưng rồi đa số cũng bước qua.
- Lần 2, số người dừng lại để quan sát đông lên gấp 4 lần.
- Lần 3, có tới 45% số người qua đường dừng lại ngước nhìn lên trời xem những người khác ngó gì.
- Lần 4, khi tăng số người đứng ở góc phố thêm năm người, có tới hơn 80% người đi đường ngẩng đầu quan sát theo. Quan sát gì thì họ cũng không biết.

Từ thực nghiệm trên, Milgram cho rằng Nếu ta không biết chắc điều gì đang diễn ra thì tốt hơn hết là hãy bắt chước những gì người khác đang làm. Điều này cũng giống như bầy cừu, con đầu đi trước, các con sau cứ đi theo, đi đâu thì chúng cũng không biết. Hiện tượng bắt chước nhau nhìn lên trời không giống với hiện tượng tuân theo, phục tùng. Vì hành động của họ không bị áp lực số đông tạo nên, họ nhìn lên bầu trời vì họ cho rằng không lẽ nhiều người khác ngẩng mặt lên là chỉ để ngẩng mặt lên nhìn thứ không có gì. Càng có đông người, đám đông càng dễ bị ảnh hưởng.
Cũng theo một nghiên cứu của các nhà tâm lý thuộc Đại học Leeds (Anh), con người khi ở trong đám đông có hành vi không khác biệt mấy so với đàn cừu hay đàn chim di trú. Các nhà khoa học đã thực hiện một loạt thử nghiệm đặc biệt nhằm tìm hiểu về hành vi đám đông bổ sung và phần tâm lý bầy cừu. Họ khẳng định rằng 95% số người trong đám đông có khuynh hướng hành động theo một nhóm thiểu số chỉ chiếm khoảng 5%, mà không hề suy nghĩ, đám đông càng nhiều người thì càng dễ gây ảnh hưởng. Từ một nhóm 200 người chỉ cần 5% số người được thông tin trước là có thể chỉ huy cả nhóm.

## Trên thị trường
Hiệu ứng bầy cừu trên thị trường đã được thời báo Wall Street Journal nêu ra từ năm 1984. Phần lớn các thị trường chứng khoán trên thế giới đều phải chấp nhận một thực tế là các lệnh mua, bán có xu thế bị cuốn vào đám đông theo kiểu “bầy cừu”. Hiện tượng tâm lý bầy cừu đang được nói đến nhiều ở Việt Nam hiện nay, khi mà dân chúng rủ nhau chơi chứng khoán, có không ít người còn gán cả nhà vì chứng khoán. Trong khi đa số những người này không biết gì về chứng khoán. Những người chơi chứng khoán thấy nhiều người khác mua, họ cũng mua; thấy người khác bán, họ cũng bán.
Một thực tế là "tâm lý bầy cừu" vẫn có chỗ đứng trên thị trường và cần tận dụng “tâm lý bầy cừu” ở thị trường chứng khoán. Hiện tượng thiếu gạo giả hiện nay cũng vậy. Mặc dù phương tiện truyền thông đã cảnh báo về hiện tượng đầu cơ, tích trữ gạo nhằm đánh lừa cảm giác thiếu gạo ở người dân của các con buôn. Tuy nhiên “Tâm lý bầy cừu” vẫn thắng. Người này nhìn thấy người kia mua gạo, người kia lại nhìn thấy người khác mua. Tâm lý sợ đắt đỏ, sợ đói kém đã khiến cho nhiều người lo lắng, đổ xô tích trữ gạo. 